# La Vanguardia
«Вангуа́рдиа» (исп. La Vanguardia — «Авангард») — испанская газета. Выходит на испанском, а с мая 2011 года также на каталанском языке.
Первый номер вышел 1 февраля 1881 года.
Распространяется в основном в Барселоне. Это ведущая региональная газета Каталонии и, несмотря на региональный характер, одна из самых читаемых газет в целом во всей Испании. В 1994 году с тиражом в 207 тысяч экземпляров La Vanguardia была четвёртой самой читаемой газетой Испании после El País, ABC и El Mundo.
Под данным, сертифицированным испанским Бюро подтверждения распространения (OJD), средний тираж газеты в период с января по декабрь 2010 года составлял 233 229 экземпляров, а среднее количество распространённых экземпляров — 200 370.
Принадлежит испанскому медиа-холдингу Grupo Godó. Идеологически в настоящее время считается газетой каталанистической. Имеет собственных корреспондентов в крупнейших городах мира.